# Dietrich Meinardus

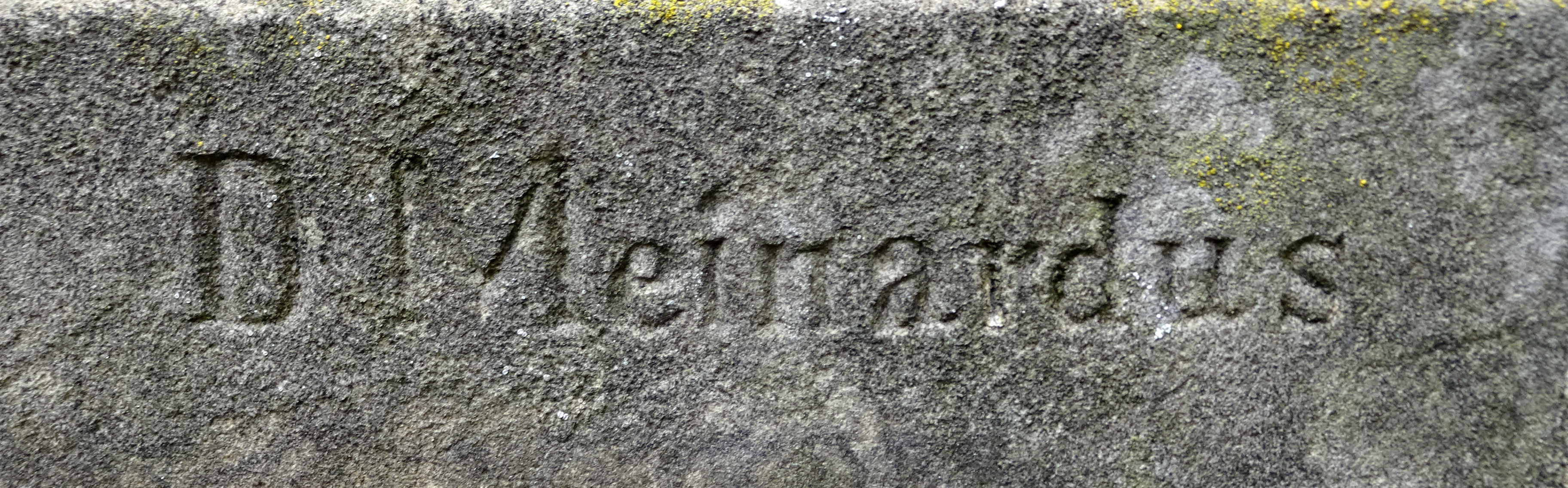
Signatur

Dietrich Meinardus (* 8. Februar 1804 in Ovelgönne, Herzogtum Oldenburg; † 5. Januar 1871 in Düsseldorf) war ein deutscher Bildhauer und Steinmetz des Historismus in Düsseldorf.

## Leben

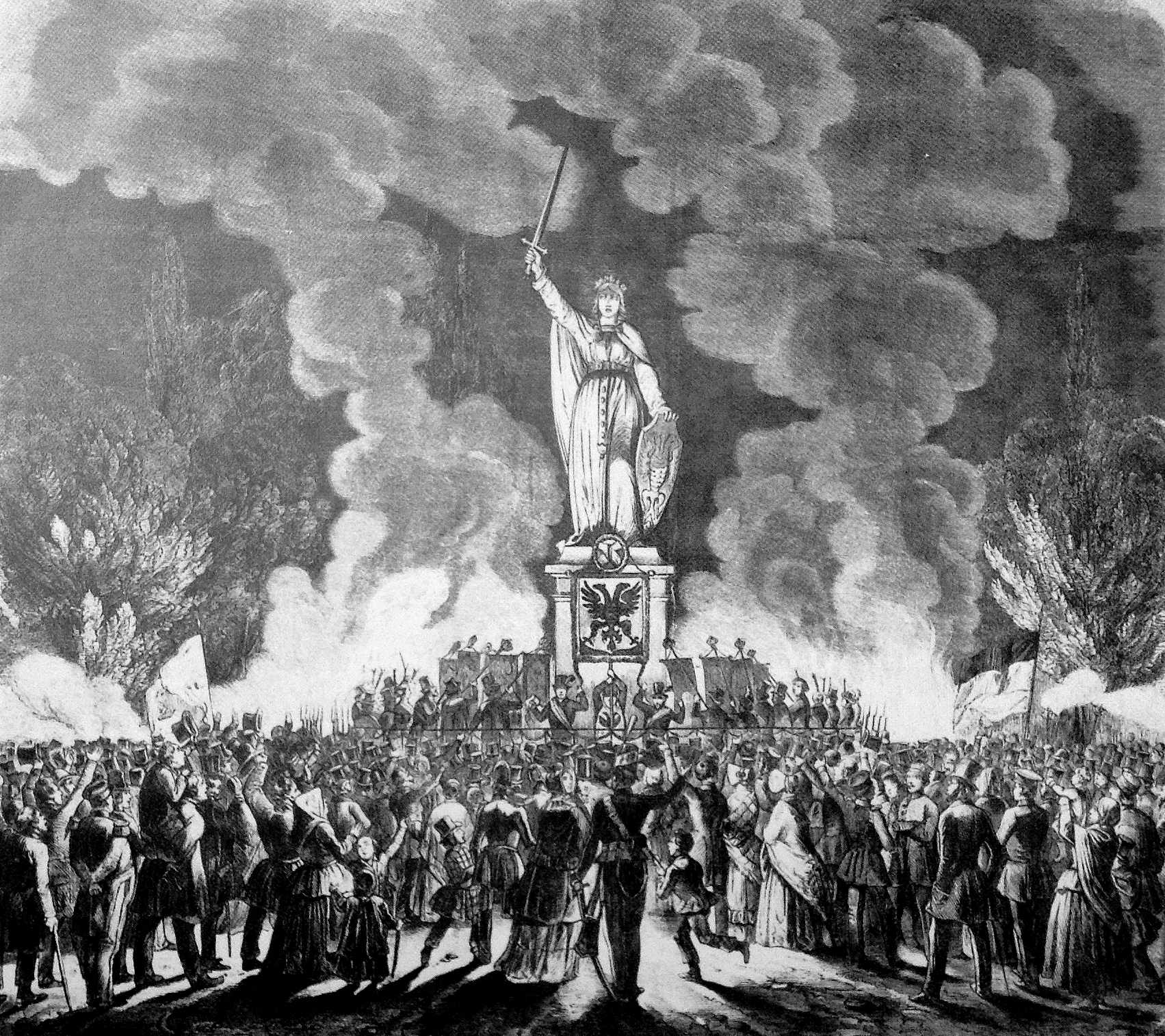
Germania-Statue auf dem Friedrichsplatz in Düsseldorf beim Einheitsfest am 6. August 1848, zeitgenössische Illustration

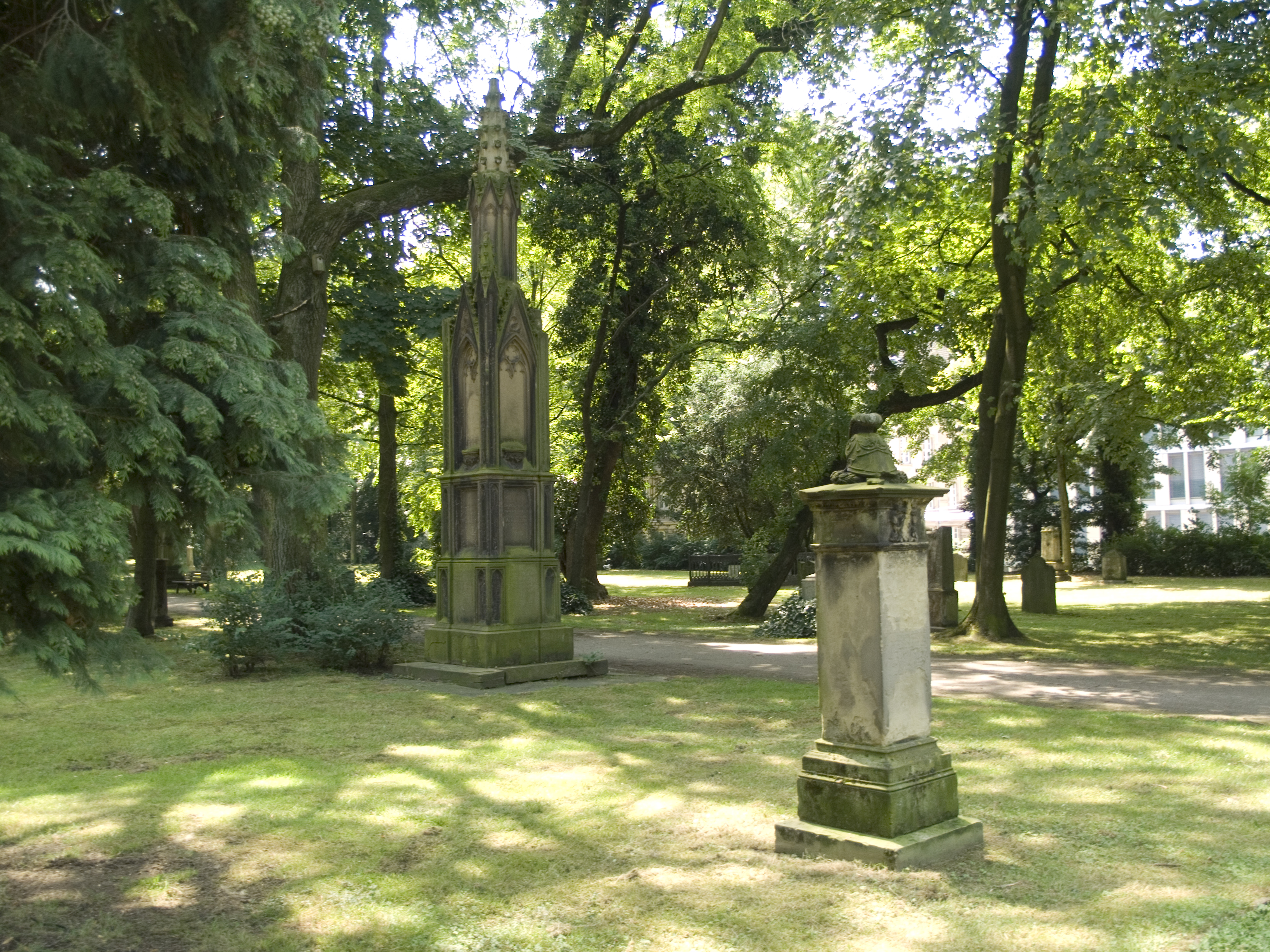
Jesuiten-Monument auf dem Golzheimer Friedhof (im Bild links)

Leben und Werk von Meinardus sind kaum erforscht. 1834 bewarb er sich als Absolvent der Kunstakademie Düsseldorf mit Arbeiten in Stein, Holz und Gips. 1848 trat er als ausführender Bildhauer einer monumentalen Germania-Statue aus Holz, Pappe und Leinwand in Erscheinung, die der Düsseldorfer Maler Karl Ferdinand Sohn für das „Fest der Deutschen Einheit“ auf dem Düsseldorfer Friedrichsplatz entworfen hatte. Das Aussehen der kolossalen Figur, die am 14. August 1848 durch den preußischen König Friedrich Wilhelm IV. besichtigt wurde, ist durch das Bild Fest der Deutschen Einheit (1848) von Emanuel Leutze überliefert. Zusammen mit Malern der Düsseldorfer Schule gehörte Meinardus im gleichen Jahr zu den Gründern des Künstlervereins Malkasten. Vom Düsseldorfer Regierungsrat Carl Quentin bekam er dort als Anerkennung für seine Germania-Figur einen Pokal mit einer Abbildung der Figur überreicht. Eine verbesserte Gipsfassung dieser Figur präsentierte er im Oktober 1848 der Öffentlichkeit.
Meinardus, ein Mitglied der evangelischen Gemeinde der Stadt, wohnte in der Düsseldorfer Altstadt, 1838 in der Ritterstraße und spätestens seit den 1850er Jahren in der Andreasstraße 380 bzw. 15. Anfang der 1830er Jahre eröffnete er auf der Bolkerstraße Nr. 441 sein Geschäft für Bildhauerkunst und bewarb dieses mit mehrjährigem Studium an der Kunstakademie und von dort ausgestellten Zeugnissen.
Er schuf vor allem sakrale Kunst, insbesondere Grabmäler, und kooperierte dabei oft mit Bildhauern und Architekten, die Entwürfe vorgaben, so etwa mit den Bildhauern Julius Bayerle und Johann Peter Götting sowie dem Architekten Johannes Kühlwetter. Einige seiner Arbeiten sind auf dem Golzheimer Friedhof erhalten. Das bildhauerische Hauptwerk dieses Friedhofs, das von Johannes Kühlwetter architektonisch entworfene, von Meinardus bildhauerisch ausgeführte und mit Figuren von Götting (Christus) und Bayerle (Maria) ausgestattete Hochkreuz, entstand 1850. Es wurde wegen des Baus der Klever Straße, die seit 1903/1904 an der ursprünglichen Stelle des Hochkreuzes den Friedhof durchschneidet, 1905 auf den sogenannten „Millionenhügel“ des Düsseldorfer Nordfriedhofs transloziert. Ein bedeutendes weiteres Werk, das in Kooperation zwischen Kühlwetter und Meinardus entstand, war das 1843 gefertigte Jesuiten-Monument, ein Gemeinschaftsgrab mit einer Stele in Form einer neogotischen Fiale aus Sandstein, das der in preußischer Zeit an St. Andreas tätigen Geistlichen des Jesuitenordens gedenkt.
Meinardus starb 1871 im Alter von 66 Jahren. Er wurde auf dem Golzheimer Friedhof im Grab seiner Frau Luise, geborene Dallemscheid (1812–1868), beigesetzt (Flur B 7/115).
Nach dem Tod von Meinardus wurde dessen Werkstatt vom Sohn Alexander Meinardus weitergeführt. In dritter Generation übernahm Dietrich Meinardus’ Enkel Paul die Werkstatt und signierte ebenfalls unter dem Namen Dietrich Meinardus. Der Enkel Siegfried (1874–1933) wurde ebenfalls Bildhauer.